# پیرانای ویمپل
پیرانای ویمپل (نام علمی: Catoprion mento)، یک گونه تخصصی پیرانا در آمریکای جنوبی است که از فلس ماهی تغذیه می‌کند. بحث‌هایی در مورد اینکه آیا این گونه را باید یک پیرانای واقعی در نظر گرفت یا نه وجود دارد. اگر چنانچه پیرانای واقعی در نظر گرفته شود، کوچک‌ترین گونه پیرانای موجود در جهان خواهد بود.

## ویژگی‌ها
پیرانای ویمپل تا ۱۵ سانتیمتر رشد می‌کند. انحنای فک پایینی بزرگ و موزی شکل آن برآمدگی مشخصی ایجاد می‌کند. به این ماهی لقب خاص mento که به معنای «چانه» است داده‌اند. هنگامی که فک‌ها بسته می‌شوند، دندان‌های مخروطی و کاهش یافته آن روی فک بالا به سمت جلو حرکت می‌کنند. این گونه پیرانا دارای ۶۲ کروموزوم است که نسبت به سایر گونه‌های پیرانا که همگی دارای ۶۰ کروموزوم هستند کمی بیش از حد متوسط است.